# Rushana Abdirasulova
Rushana Ochil qizi Abdirasulova (ur. 14 lipca 2003) – uzbecka zapaśniczka walcząca w stylu wolnym. Brązowa medalistka mistrzostw Azji w 2021. Trzecia na MŚ kadetów w 2019 roku.